# 넓적사슴벌레
넓적사슴벌레는 사슴벌레과에 속하는 곤충이다. 한국산 사슴벌레 중에서도 가장 큰 종에 속한다. 큰턱을 포함한 몸 길이는 38~85mm(수컷), 28~44mm(암컷)이고 수명은 대략 1~2년이다. 4~9월에 나타나 참나무류의 수액을 먹고 살며, 유충은 썩은 참나무와 부엽토를 먹으며 자란다. 전국적으로 분포한다. 옛날에는 집게벌레라고 부르기도 하였다.서울시 보호 야생 생물 대상종이다.

## 아종
학자에 따라 의견의 차이가 있으나 24아종이 알려져 있다. 2011년에 출판된 일본의 사슴벌레 대도감(Fujita 외)에서는 인도네시아의 titanus아종을 yasuokai, typhon, titanus, imperialis, palawanicus, mindanaoensis로 나누었다. 또한 인도차이나 반도의 westermanni아종을 fafnar과 westermanni로 나누었다. 그러나 아종의 취급은 아직 논란이 있다. 한편, Fujita는 대마도에 서식하는 넓적사슴벌레와 한반도에 서식하는 넓적사슴벌레를 별도의 아종으로 취급하여 한반도의 개체군은 fasolt 아종, 대마도의 개체군은 castanicolor 아종으로 분리하였으나 이들은 별개의 아종으로 분류할 정도의 차이가 없고, 과거 기록되어 있던 아종명 fasolt는 참넓적사슴벌레의 이명이므로 잘못된 분류이다. 그러므로 한반도의 넓적사슴벌레는 castanicolor 아종이다. 2013년 중국의 연구자 Huang과 Chen은 외부 형태 특징과 DNA 분석 연구를 통해 왕사슴벌레속(Dorcus)에 속해 있던 넓적사슴벌레속(Serrognathus)을 분리하여 별도의 속으로 취급하였으나 이는 아직 학자간의 의견이 분분하다.
아래는 넓적사슴벌레의 전 아종으로, 국명은 사슴벌레 도감(김은중, 황정호, 안승락. 2019년. 자연과생태)을 따른다.
- 다이토넓적사슴벌레 (D. t. daitoensis) - 일본 다이토제도
- 엘레강스넓적사슴벌레 (D. t. elegans) - 일본 아마미오시마 일대
- D. t. hachijoensis - 일본 하치조지마
- D. t. karasuyamai - 일본 나가사키현 고토열도
- D. t. okinawanus - 일본 오키나와
- D. t. okinoerabuensis -일본 오키노에라부지마
- D. t. pilifer - 일본 본토
- 사키시마넓적사슴벌레(D. t. sakishimanus) - 일본 야에야마제도
- D. t. takaraensis - 일본 타카라지마, 코다카라지마
- D. t. tatsutai - 일본 나가사키현 이키제도
- D. t. tokunoshimaensis - 일본 도쿠노시마
- 넓적사슴벌레(D. t. castanicolor) -대마도, 한반도 전역, 중국 북동부 (황하강 북부)
- 중국넓적사슴벌레(D. t. platymelus) - 중국 전역
- 귀주넓적사슴벌레(D. t. typhoniformis) - 중국 귀주성, 사천성, 운남성
- 대만넓적사슴벌레(D. t. sika) -대만, 인도차이나 반도
- 웨스터마니넓적사슴벌레 (D. t. westermanni) - 인도, 방글라데시, 부탄, 태국, 라오스 남부, 캄보디아, 베트남 남부 지역
- 대륙넓적사슴벌레(D. t. fafner) -  중국 하이난, 라오스 북부, 베트남 북부 등
- 노부키넓적사슴벌레 (D. t. nobuyukii) -말레이시아, 인도네시아, 필리핀
- 수마트라넓적사슴벌레(D. t. yasuokai) - 수마트라 섬
- 타이폰넓적사슴벌레 (D. t. typhon) - 술라웨시, 펠렝 섬
- 마나도넓적사슴벌레(원명아종)(D. t. titanus (Boisduval, 1835)) - 술라웨시 북부 마나도, 펠렝, 방가이 섬
- 임페리알리스넓적사슴벌레(필리핀넓적사슴벌레) - 필리핀(루존, 카탄두아네스, 민도로, 마린두케, 시부얀, 사마르, 레이테 등)
- 팔라완넓적사슴벌레(D. t. palawanicus) -필리핀 팔라완 섬과 그 인근 섬(발라박 섬, 부수왕가 섬 등)
- 민다니오넓적사슴벌레 (D. t. mindanaoensis) - 필리핀 민다나오 섬, 바실란 섬

## 사진

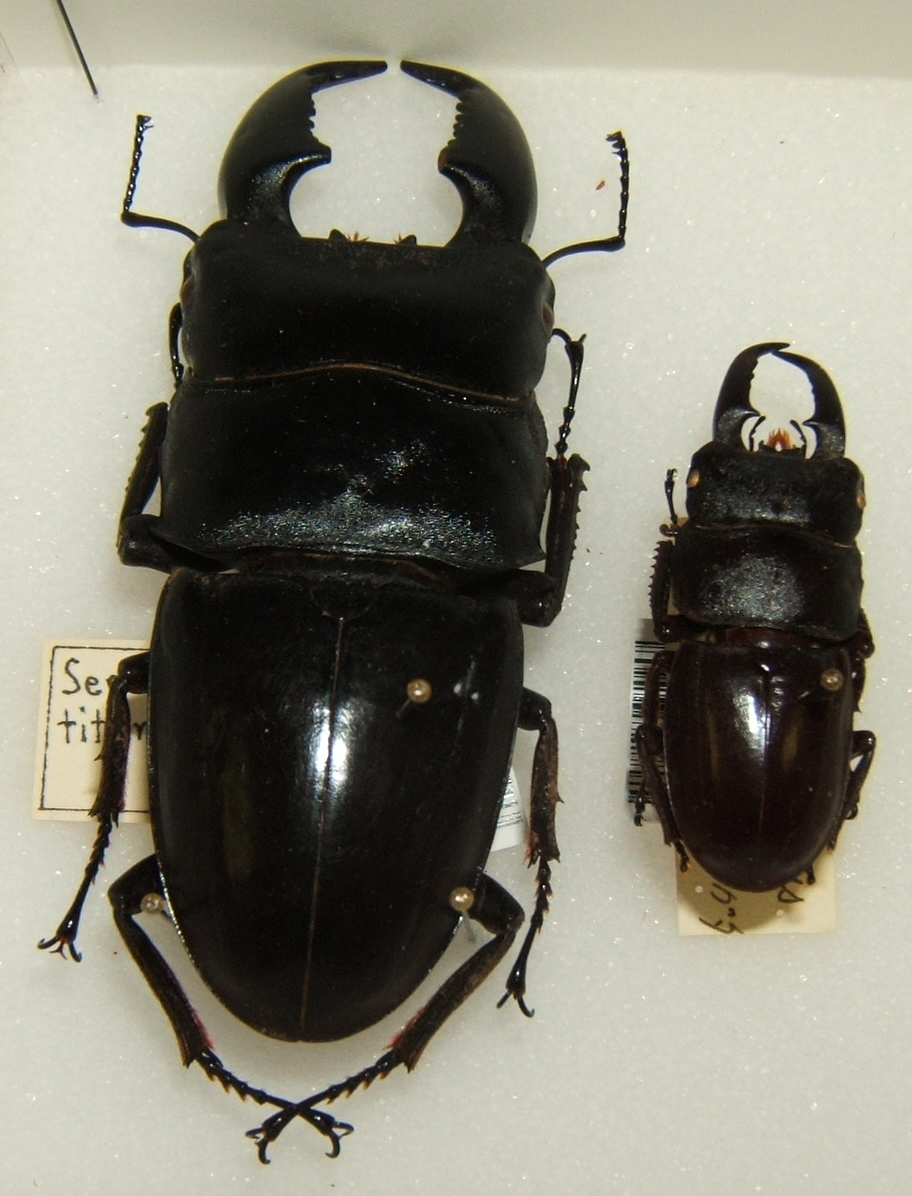
Dorcus titanus
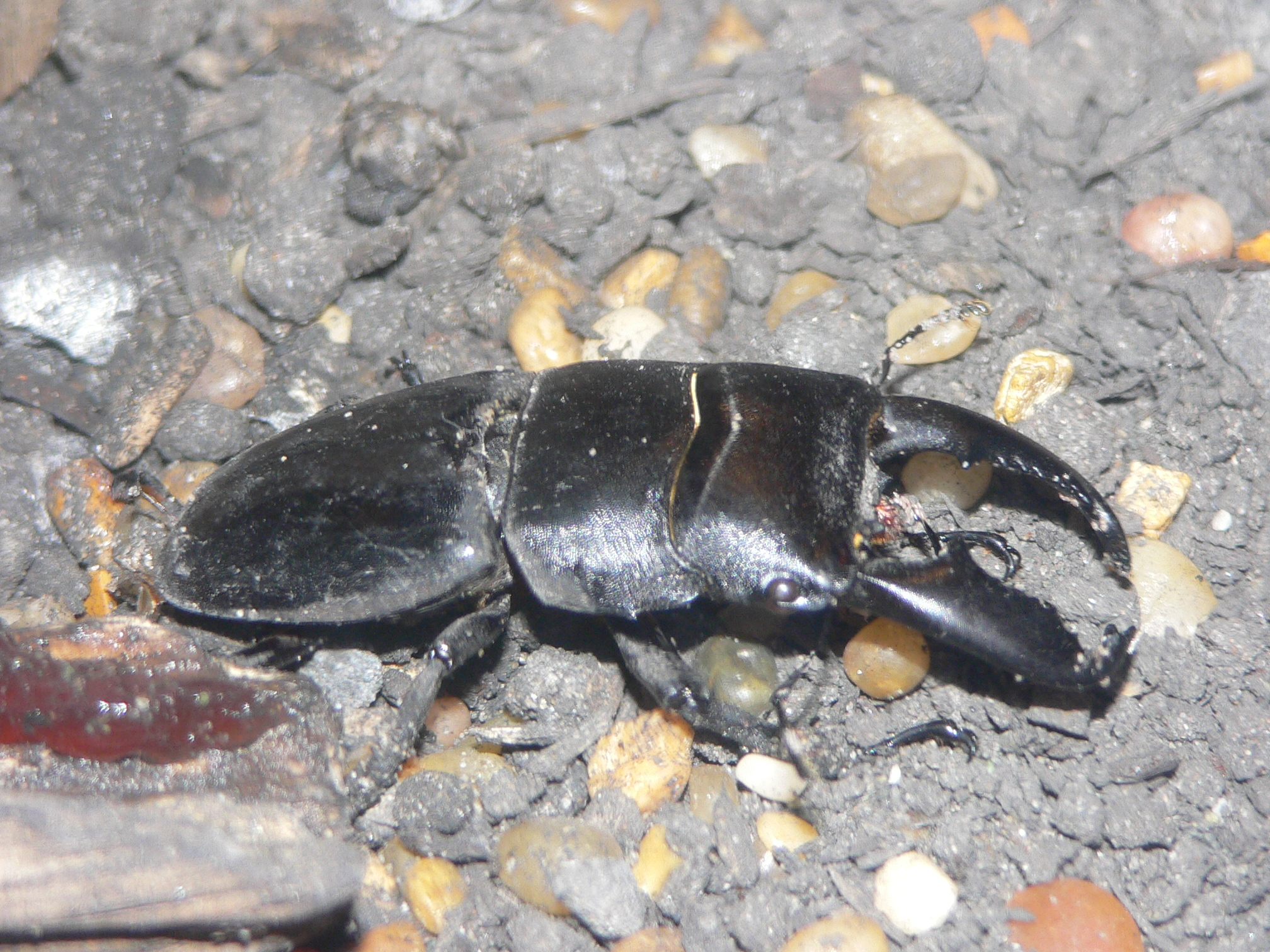
Dorcus titanus (Audubon Insectarium)
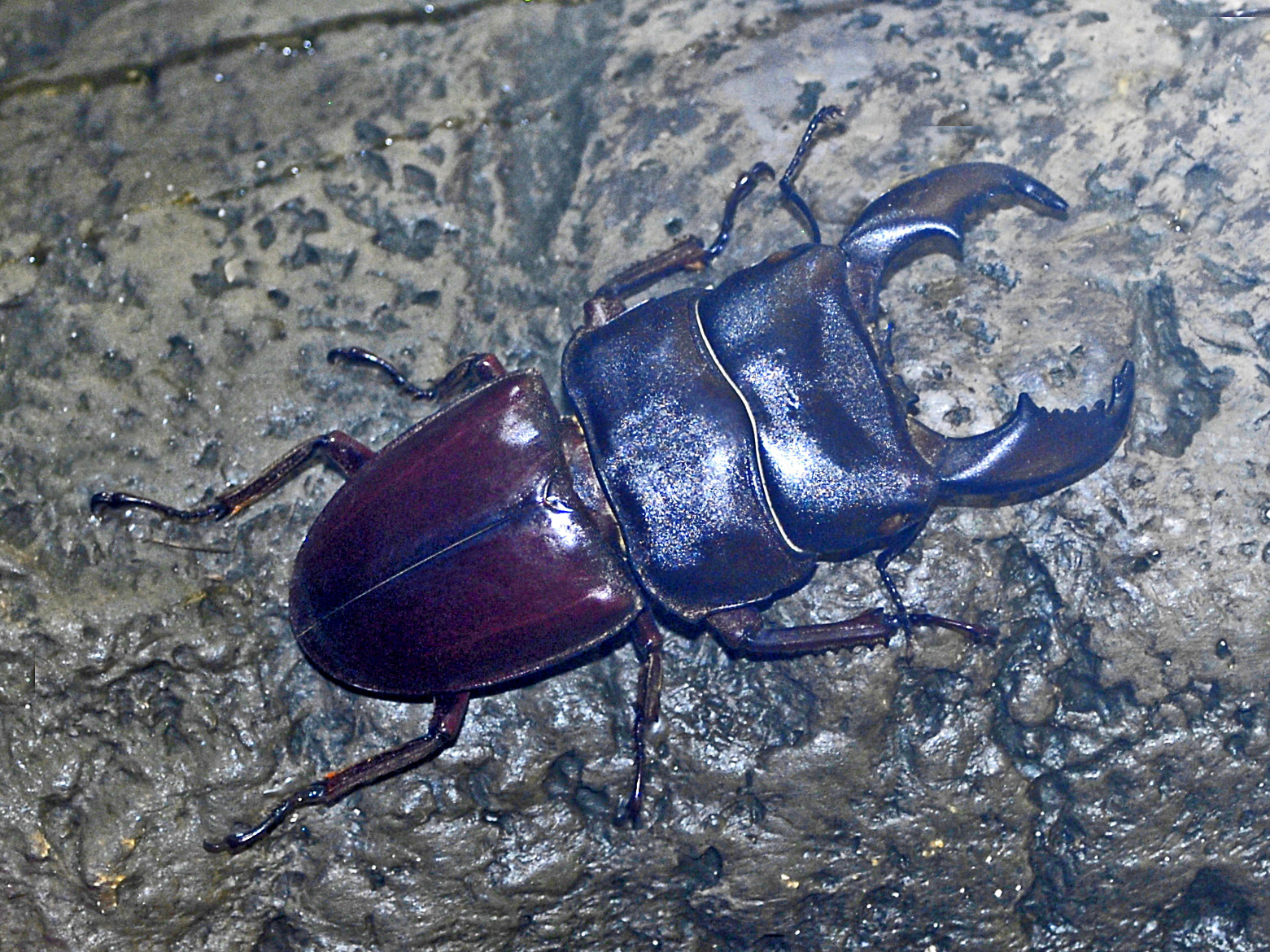
Dorcus titanus
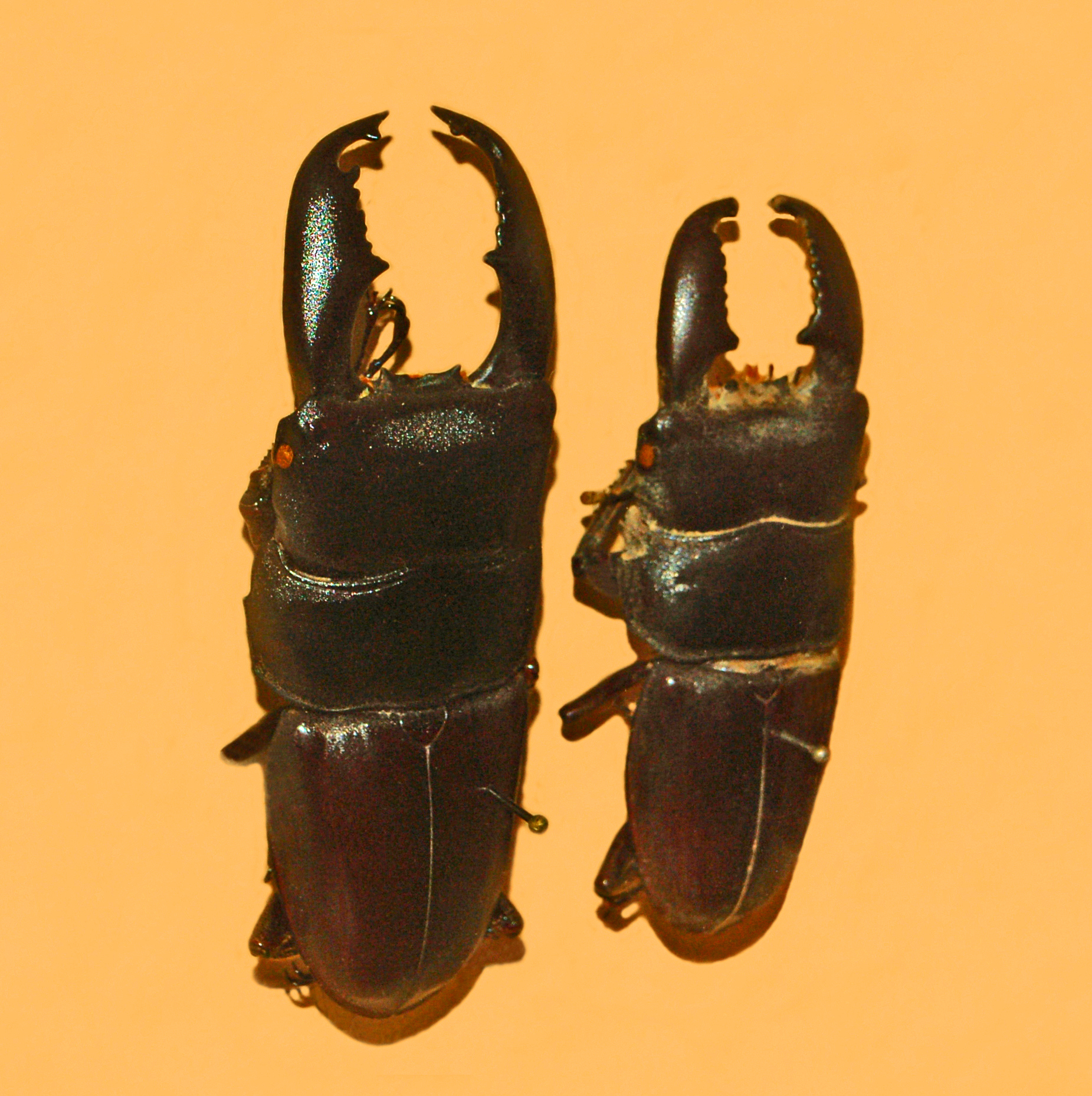
Dorcus titanus
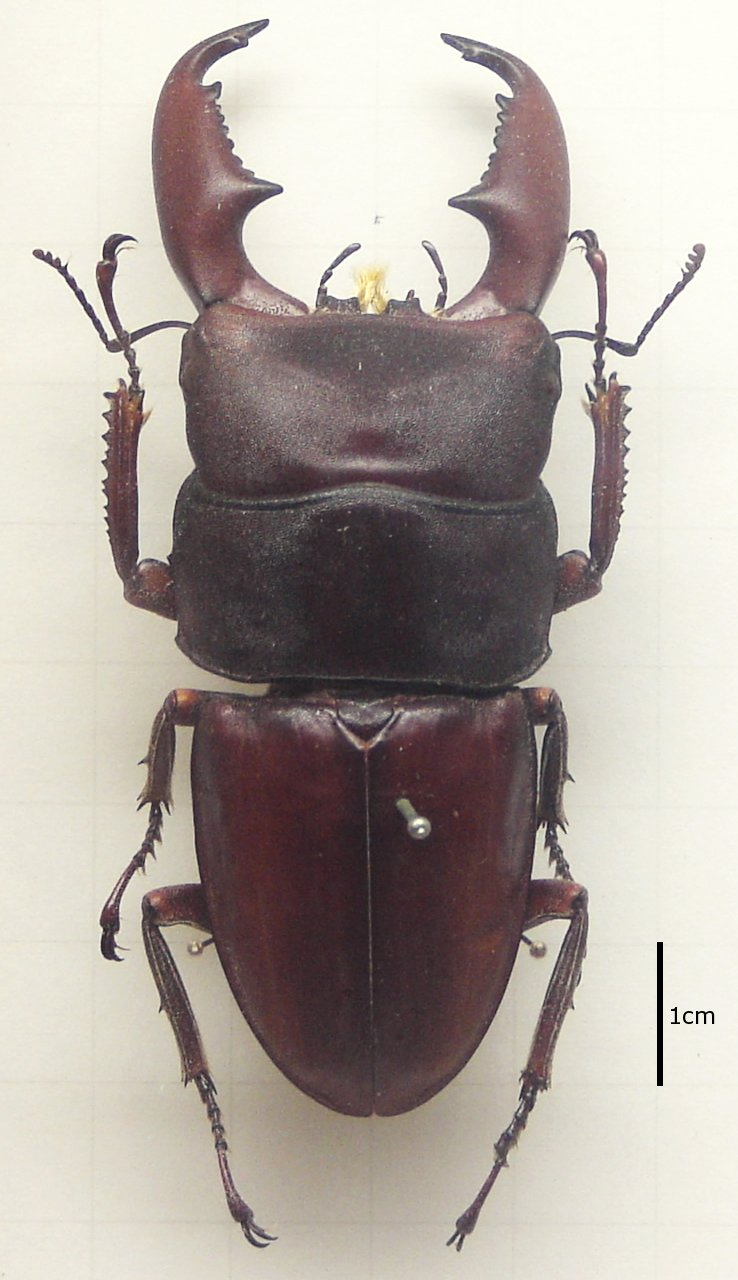
Dorcus titanus (이명 Eurytrachelus titanus)
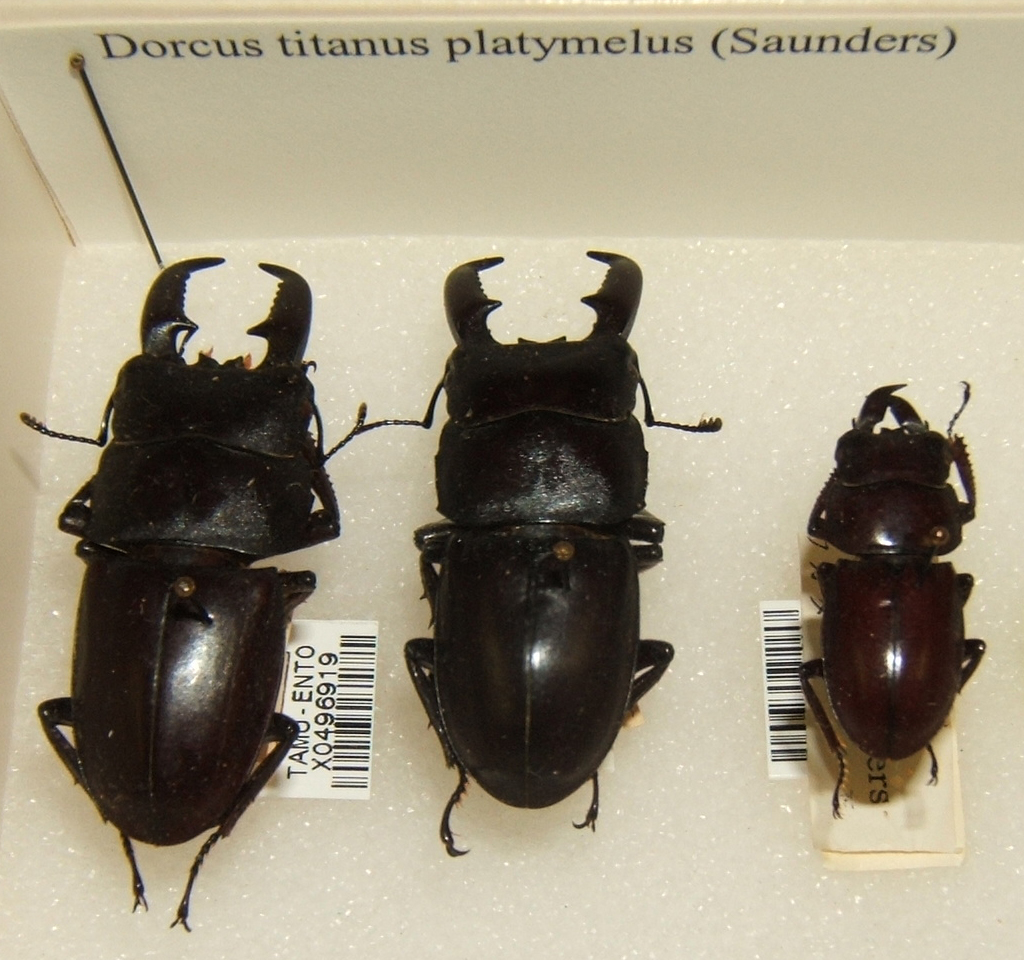
Dorcus titanus platymelus
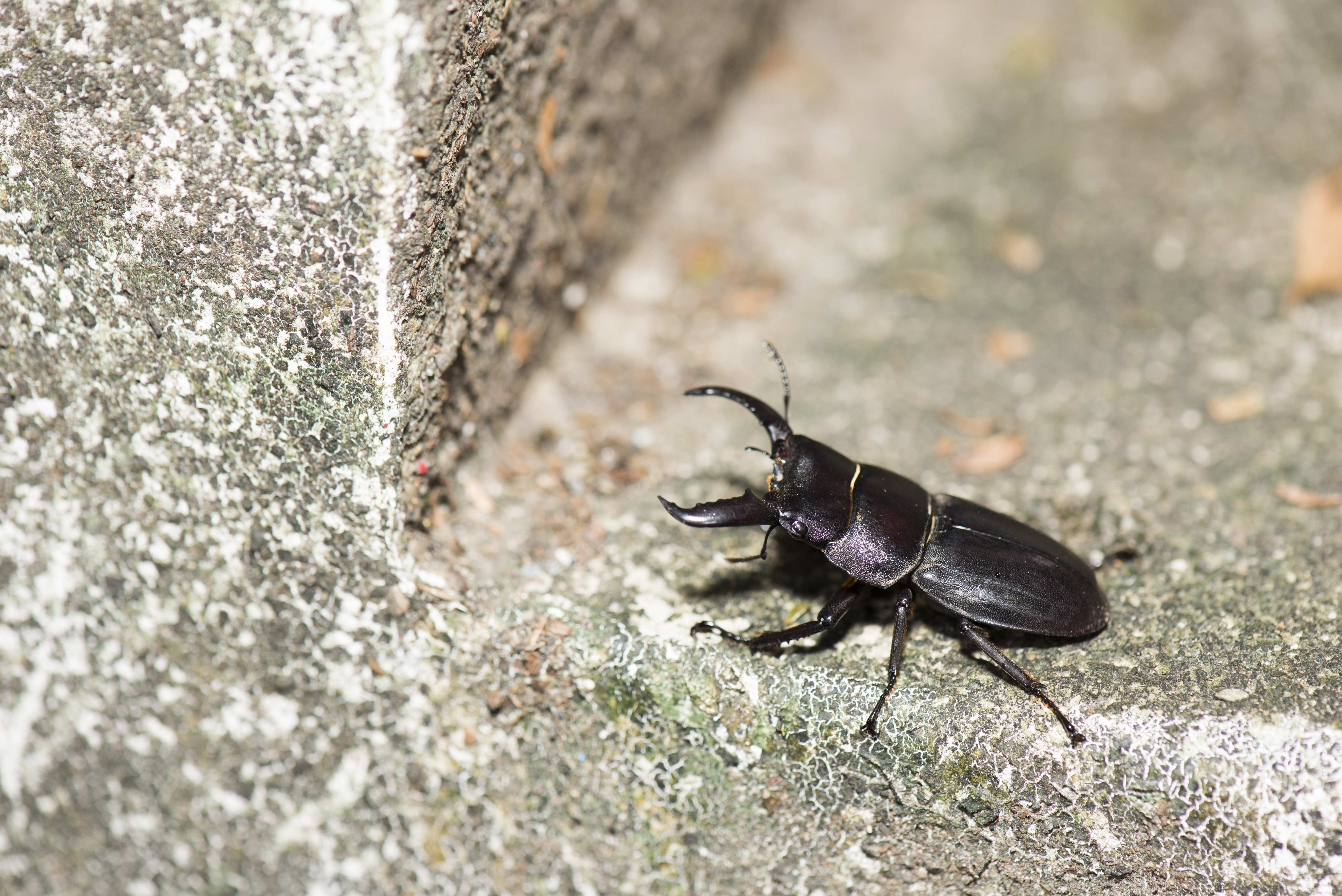
Dorcus titanus sika
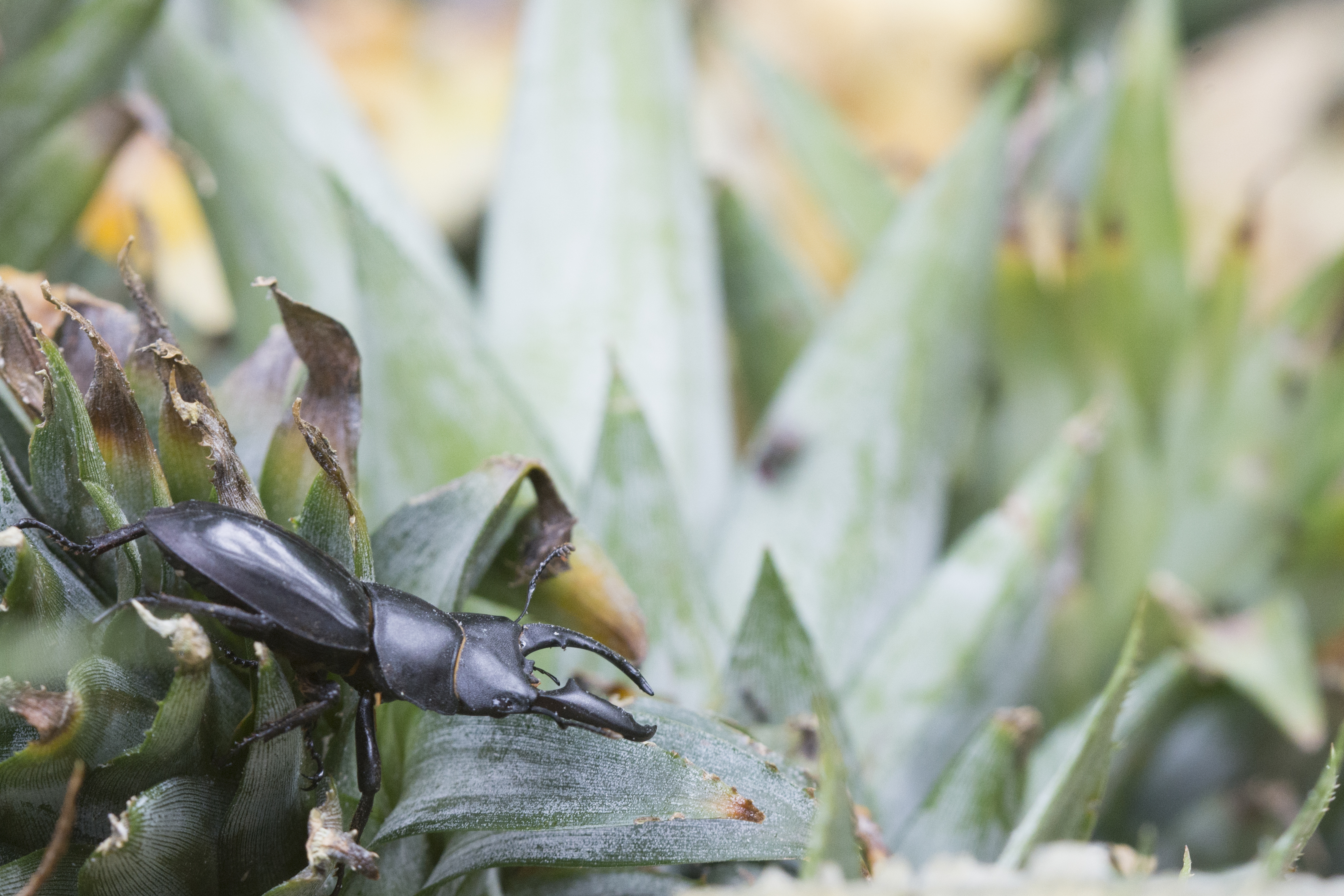
Dorcus titanus sika
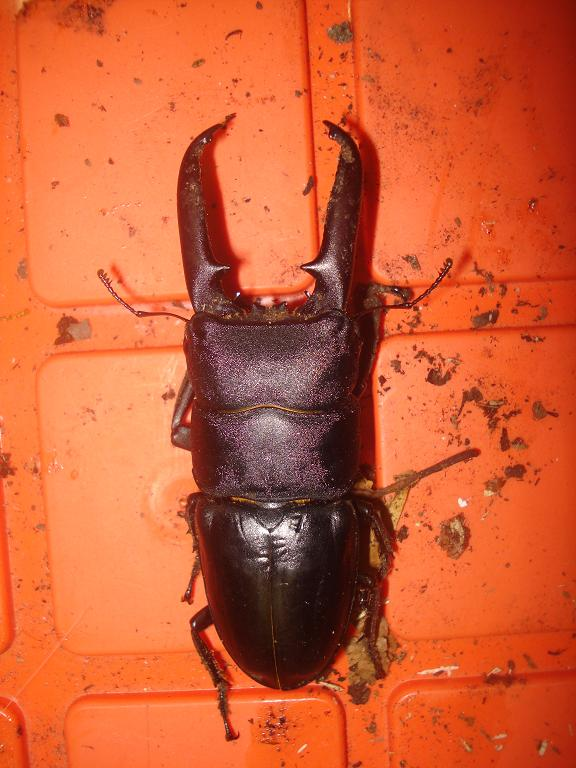
Dorcus titanus castanicolor 한반도 아종
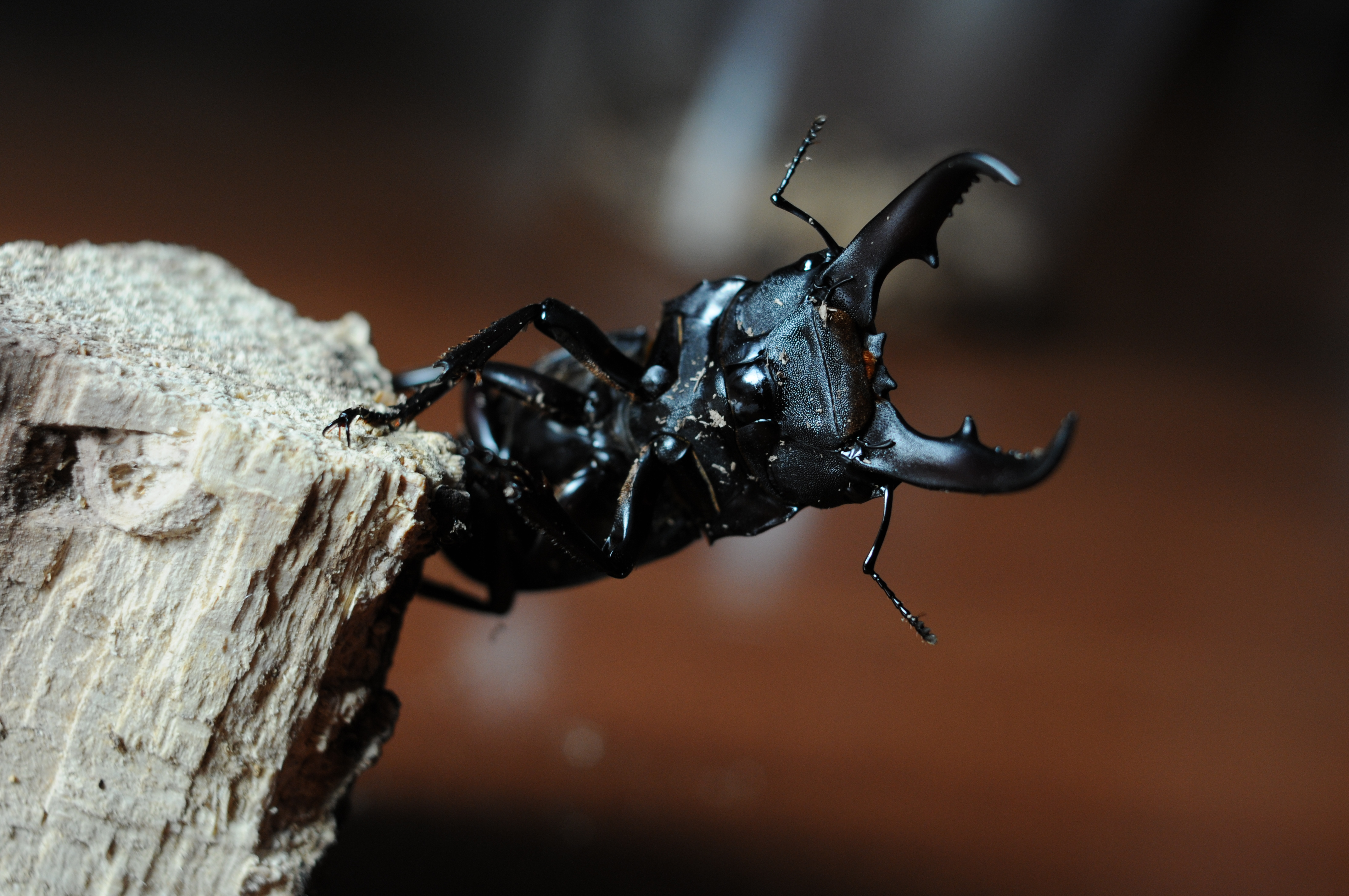
Dorcus titanus pilifer
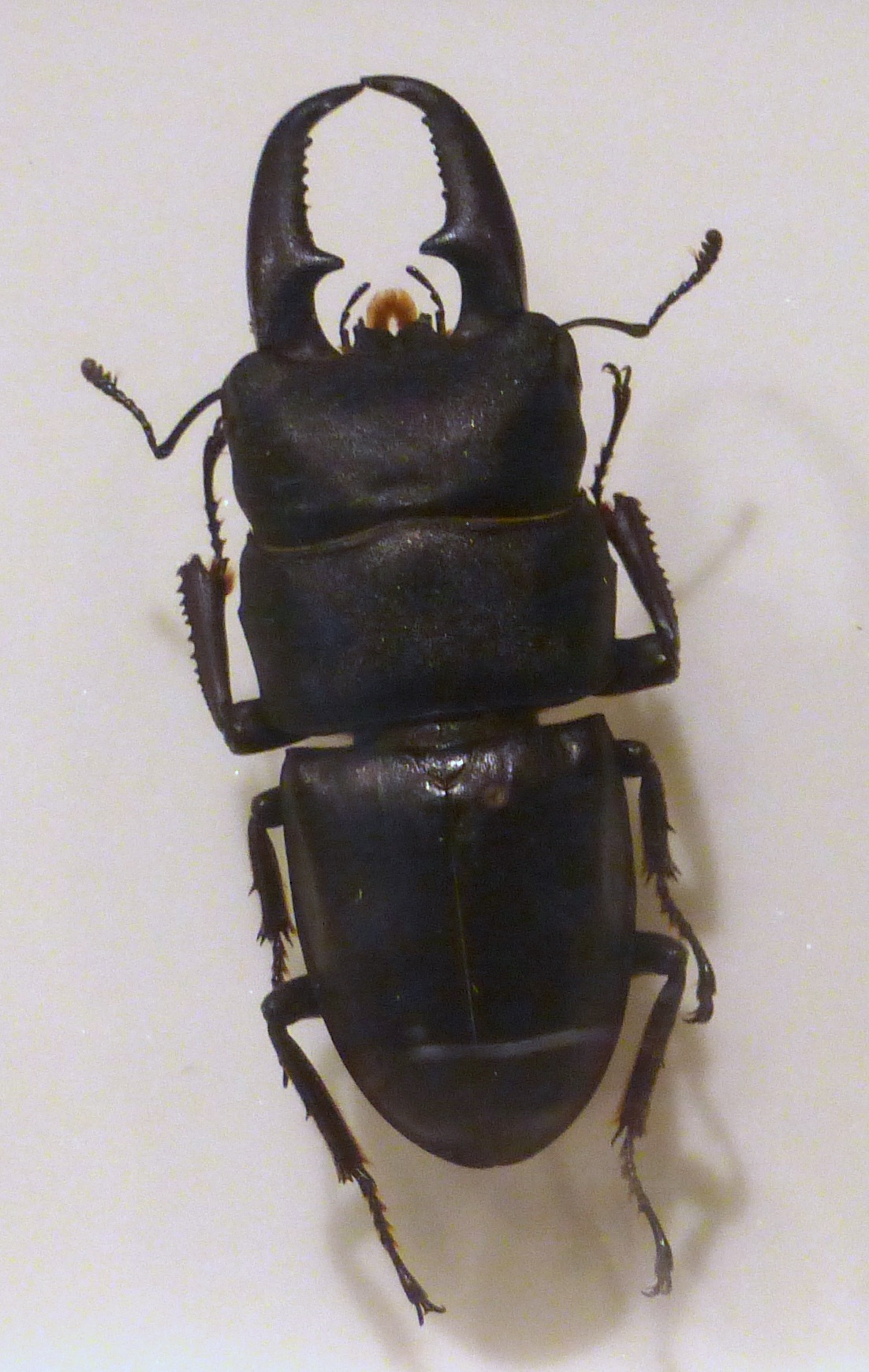
일본산 넓적사슴벌레
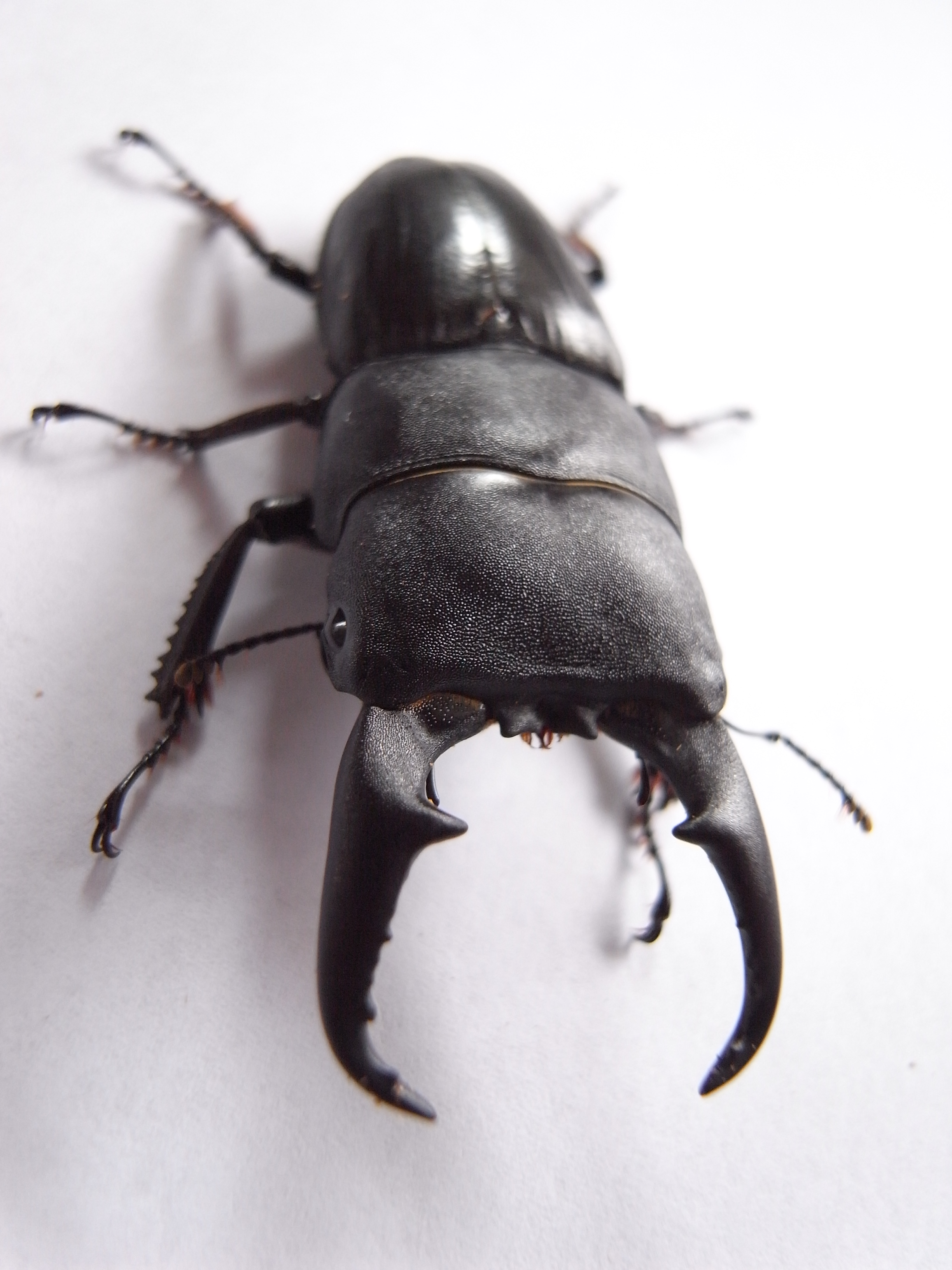
일본산 넓적사슴벌레
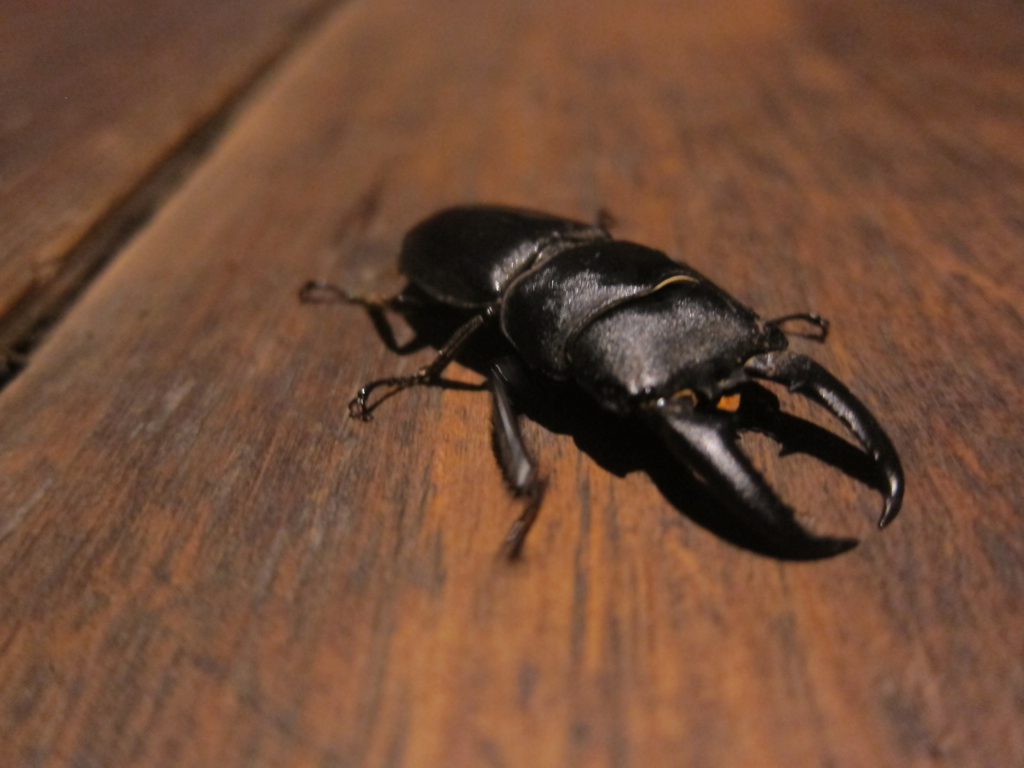
일본산 넓적사슴벌레. 일본 미시마
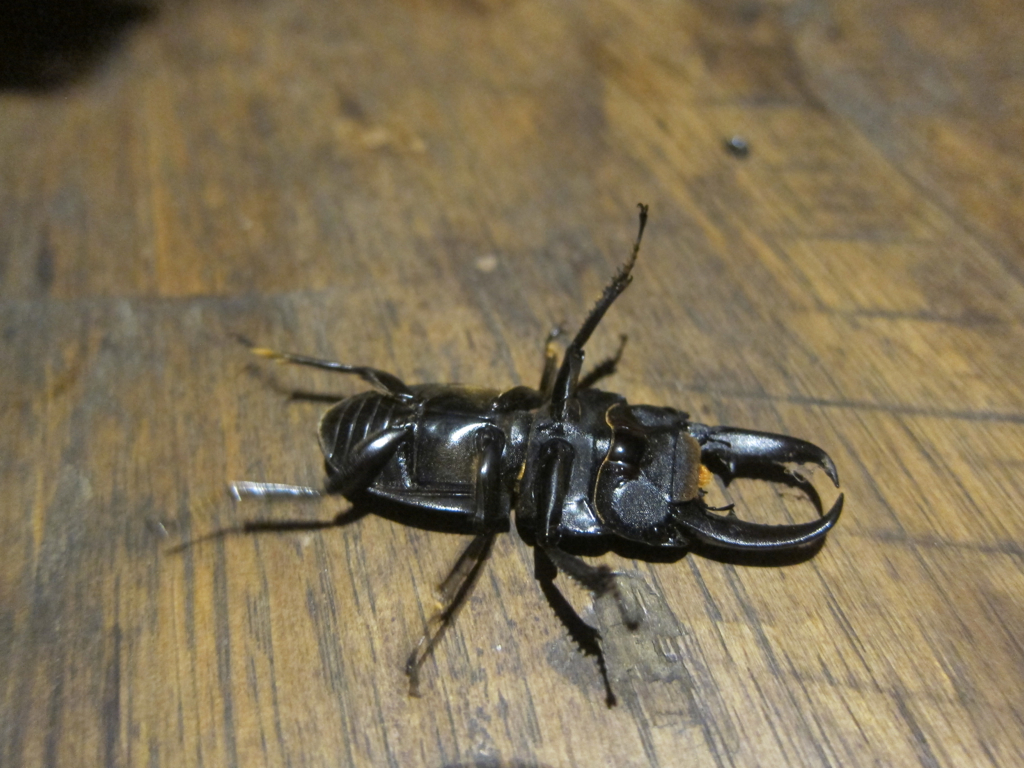
일본산 넓적사슴벌레. 일본 미시마